# 岡本慶子
岡本 慶子（おかもと けいこ、11月20日 - ）は、日本の漫画家。岡山県出身。椙山女学園大学短期大学部文学科国文専攻卒業。
代表作に『CUTE BEAT おしゃれクラブ!』などがある。
秋田書店の『月刊プリンセス』に掲載された『7月はガラスのリボン』でデビューした後、講談社の『なかよし』やその姉妹誌『るんるん』で連載した。

## 作品リスト
- 7月はガラスのリボン （月刊プリンセス（秋田書店））
- 夢幻パトローラーYUZU （るんるん（講談社））
  - 1巻 ISBN 4063228169
  - 2巻 ISBN 4063228258
  - 3巻 ISBN 4063228320
- 世紀末KISS伝説 （なかよし増刊 1995年（講談社））
- 魔法の夜はチャイコフスキー （なかよし増刊 1995年（講談社））
- テディにおまかせ! （なかよし増刊 1996年（講談社））
- 10月の青い鳥 （なかよし（講談社））
- CUTE BEAT おしゃれクラブ! （なかよし（講談社）ISBN 4061788728）
- ザッツ・新世紀ウェディング （なかよし増刊 1997年（講談社））
- 扉の向こう （なかよし（講談社））
- コレクター・ユイ （NHK出版）
- 古城のウエディング （ハーレクイン （宙出版）ISBN 4776714310）
- 嘘のまま愛して （ハーレクイン（宙出版）ISBN 4776716135）
- 国王陛下のラブレター （ハーレクイン（宙出版）ISBN 4776717085）
- 獅子の館の誘惑 （ハーレクイン（宙出版）ISBN 4776717638）
- 入れ替わった花嫁 （ハーレクイン（宙出版）ISBN 4776719258）
- 花嫁の贈り物 （ハーレクイン（宙出版）ISBN 4776719266）
- 暴君はおことわり（ハーレクイン（宙出版）ISBN 4776720310）
- キスは三度まで（ハーレクイン（宙出版）ISBN 4776721104）
- プリンスは独裁者?（ハーレクイン（宙出版）ISBN 4776722070）
- ボスは宿敵（ハーレクイン（宙出版）ISBN 4776722542）
- 冷たくしないで（ハーレクイン（宙出版）ISBN 978-4776723172）
- 眠れぬ夜に（ハーレクイン・コミックス（ハーレクイン）ISBN 4596950318）
- 愛を捨てたシーク（ハーレクイン・コミックス（ハーレクイン）ISBN 459695058X）
- 魔法の鏡にささやいて（ハーレクイン・コミックス（ハーレクイン）ISBN 4596950830）
- 恋するキッチン（ハーレクインコミックス・キララ（ハーレクイン）ISBN 4596970491）
- 身代わりのシンデレラ（ハーレクイン （宙出版））
- 昨日の影に別れを（原作：キャシー・ウィリアムズ、ハーレクイン、2022年3月10日発売[1]、ISBN 978-4-596-32000-1
- ぽっちゃり悪徳令嬢に、配役されました!（原作：亜坂たかみ、コミック Maomao（コスミック出版）、2024年9月19日配信[2]）

## 関連人物
- ひうらさとる
- 葛西映子